# Mynes hesychia
Mynes hesychia är en fjärilsart som beskrevs av Hans Fruhstorfer 1907. Mynes hesychia ingår i släktet Mynes och familjen praktfjärilar. Inga underarter finns listade i Catalogue of Life.